# Rei Nakanishi
Pour les articles homonymes, voir Nakanishi.
Rei Nakanishi (Nakanishi Rei (なかにし礼) né le 2 septembre 1938 à Mudanjiang en Mandchourie et mort d'une crise cardiaque le 23 décembre 2020 à Tokyo, est un romancier et auteur-compositeur japonais.

## Biographie
Rei Nakanishi naît sous le nom Reizō Nakanishi (中西禮三) à Mudanjiang dans le Manchukuo. Il est diplômé de l'école supérieure Kudan à Tokyo et de littérature française de l'université Rikkyo. Il réside actuellement à Zushi dans la préfecture de Kanagawa.
Il travaille d'abord à la traduction de chansons françaises, mais alors qu'il est en voyage de noces, il fait la rencontre de Yujiro Ishihara et devint auteur de chansons populaires japonaises (kayōkyoku). Avec Takao Saeki (佐伯 孝夫), Tetsuo Miyagawa (宮川 哲夫) et Yū Aku (阿久 悠), il est un des principaux paroliers de l'après Seconde Guerre mondiale du genre kayōkyoku. Il écrit une importante collection de chansons telles que Kyou de owakare et Kita sakaba qui sont de grands succès, mais aussi beaucoup de chansons inhabituelles. En 1969, le total de ses ventes dépasse les 10 millions de disques. Il fait preuve de talent dans de nombreux domaines, dont les concerts et la scène, le cinéma, le chant, la composition, la traduction, le roman et l'écriture d'essais, ainsi que la diffusion culturelle (en tant qu'invité sur Sei! Yangu! et en tant qu'hôte sur N-kyō de la NHK.
Cependant, derrière sa vie apparente, il souffre de difficultés telles qu'une maladie cardiaque, un divorce, et doit rembourser d'importantes dettes de son frère aîné. De ces expériences personnelles sont issus des romans comme Kyōdai et Sakura no densetsu. Il est pacifiste et désire la réconciliation avec la Chine et la Corée, et cela se voit dans son style d'écriture et ses prises de parole.
Il renonce à l'écriture de chansons à la fin de l'ère Shōwa et se consacre à la représentation d'opéras ainsi qu'à l'écriture de romans et d'essais. Kyōdai est en nomination en 1998 pour la 119e édition du prix Naoki. Nagasaki burabura-setsu remporte le 122e prix Naoki en 2000.
Nakanishi est actuellement présentateur de l'émission japonaise Wide! Scramble! (ワイド!スクランブル) du réseau Asahi de télévision.

## Prix et distinctions
- 1989 22e prix Nihon Sakushi Tai (17 octobre 1989) pour les paroles de Kaze no bon koiuta (風の盆恋歌), chanteuse : Ishikawa, Kyūri
- 1999 122. Prix Naoki pour Nagasaki burabura-bushi (長崎ぶらぶら節)

## Titres (sélection)

### Textes de chansons (sélection)
- 1967 Itoshi no jizaberu (いとしのジザベル), chanteur : The Golden Cups (ザ・ゴールデン・カップス)
- 1968 Aisuru kimi ni (愛する君に), chanteur : The Golden Cups (ザ・ゴールデン・カップス)
- 1970 Anata naru dō suru (あなたならどうする), chanteuse : Ishida Ayumi
- 1974 Good by my Love (グッド・バイ・マイ・ラブ), Guddo bai mai rabu), chanteuse : Ann (Linda) Lewis
- 1976 Aishū no symphony (哀愁のシンフォニー), Aishū no shinfonī), chanteur : Candies
- 1980 Joyū (女優), chanteuse : Iwaski Hiromi
- 1980 Santa Maria no inori (サンタマリアの祈り), chanteur : Hideki Saijō
- 1984 Matsuri (まつり), chanteur : Saburō Kitajima
- 1989 Kaze no bon koiuta (風の盆恋歌), chanteuse : Ishikawa Kyūri
- 2003 AMBITIOUS JAPAN!, chanteur : Tokio
- 2003 Eki terminal (駅・ターミナル), Eki tāminaru), chanteur : Tokio
- 2003 Blue Sky blue (ブルースカイ・ブルー), Burū sukai burū), chanteur : Rythem

### Essais
- 1972 Seishun no ai ni tsuite (青春の愛について)
- 1987 Ongaku e no koibumi (音楽への恋文)
- 1997 Aijingaku (愛人学)
- 2001 Tenjō no ongaku - daichi no uta (天上の音楽・大地の歌)
- 2008 Sambyōshi no maryoku (三拍子の魔力)

### Travaux littéraires
- 1998 Kyōdai (兄弟)
- 1999 Nagasaki burabura-bushi (長崎ぶらぶら節)
- 2001 Akai tsuki (赤い月)
- 2004 Sakura densetsu (さくら伝説)

### Traductions
- 1970 : Alphonse Daudet, Aishū no Paris Sappho (哀愁のパリ・サッフォー) - traduction de Sapho : mœurs parisiennes
- 1973 : Raymond Radiguet, Radiguet shishū (ラディゲ詩集, Radige shishū) - anthologie poétique